# Clan Anderson
El clan Anderson és un clan escocès reconegut com a tal pel rei d'armes Lord Lyon, però com que ara no té cap cap reconegut per la Cort del Lord Lyon, es considera un clan armíger. No obstant això, les variacions del cognom es consideren septes de diversos altres clans de les Terres altes escoceses: el cognom MacAndrews es considera un septe del clan Mackintosh i de la confederació del clan Chattan. El clan Anderson també està associat amb el clan MacDonell de Glengarry. Els cognoms Andrew i Andrews també es consideren septes del Clan Ross.

## Història
Com que Sant Andreu és el patró d'Escòcia, el cognom Anderson, que significa "fill d'Andreu", s'hi troba habitualment a la major part del país. La derivació gaèlica escocesa del nom és Gilleaindreas que significa servent d'Andrew. L'historiador escocès, Ian Grimble, afirma que encara que les armes es van concedir a un Anderson d'aquesta mena al segle xvi, com que el nom està tan estès, no es pot establir un lloc exacte d'origen.

## Segles XVI i XVII
L'historiador George Fraser Black enumera els Andersons com a burgesos de Peebles així com del comtat de Dumfries. El 1585 John Anderson va ser comissari al Parlament de Cupar. Alexander Anderson va ser un famós matemàtic que va nàixer prop d'Aberdeen i més tard es va establir a París, on va publicar treballs sobre àlgebra i geometria. El parent d'Alexander, David Anderson de Finshaugh, també científic, és conegut per eliminar una roca que obstruïa l'entrada al port d'Aberdeen amb l'aplicació de la ciència i la mecànica. La seva dona Jean Anderson era una destacada filantropa.

## Segles XIX i XX
El 1863 William Anderson va publicar la seva famosa història biogràfica del poble d'Escòcia, «The Scottish Nation», en tres volums. En aquest llibre va elogiar l'esmentat removedor de roques, David Anderson, afirmant que havia estat prou ric i generós per fundar i dotar un hospital a Aberdeen per al manteniment i l'educació de deu orfes pobres, encara que era Jean Anderson, i els seus familiars, qui van fer aquest regal després de la seva mort.
Al segle XX el nom es recorda pels famosos refugis d'Anderson, un tipus de refugi de bombes que va ser dissenyat per John Anderson, primer vescomte Waverley, durant la Segona Guerra Mundial.

## Segle XXI
Societat del clan Anderson
La Societat Clan Anderson es va formar el 1973 i està activa a tota Amèrica del Nord. A Wyse by House, a Kirtlebridge, Dumfriesshire, es conserva una sala del clan i una mostra d'arxius. La Societat Clan Anderson va rebre l'escut d'armes per part del tribunal de Lyon el 2014 i el Dr. Joseph Morrow, rei d'armes Lord Lyon va presentar les Cartes patents a la Societat Clan Anderson als Jocs de Loch Norman Highland a Carolina del Nord l'abril de 2014. L'escut d'armes de la societat del clan Anderson representa el lema «WE STAND SURE».

## Branques cadets
Com que el clan mai no ha pogut proclamar un cap, no hi ha branques de cadets per a aquest clan. No obstant això, les famílies principals han estat identificades com Anderson d'Ardbrake i Westerton (l'escut dels quals és utilitzat per Andersons com a insígnia de l'escut d'un membre del clan); Anderson de Kinneddar (descendent de la línia Ardbrake), Anderson de Noth, Anderson de Newbiggin i Kingask, Anderson de Dowhill i Stobcross, Anderson de Linkwood , Anderson d'Inchyra i Stonyhill, Seton-Anderson de Mounie i Anderson de Candacraig.

Armes d'Anderson d'Ardbrake

Armes d'Anderson de Bruntstane

Armes d'Anderson de Bishopmill

Armes d'Anderson de Candacraig

Armes d'Anderson de Kinneddar

Armes d'Anderson of that ilk

|  |  |  |

## MacAndrews de les terres Altes
A les terres Altes escoceses el cognom MacAndrew es considera un septe del clan Mackintosh o de la Confederació Chattan i MacAndrews també estaven associats amb el clan MacDonell de Glengarry. Els cognoms Andrew i Andrews també es consideren septes del clan Highland Ross.

## Dades del clan
- Lema: "Stand Sure" (Anderson d'Ardbrake i Westerton, a més d'Anderson de Kinneddar)
- Cimera: un roure correcte (Anderson d'Ardbrake i Westerton, més Anderson de Kinneddar)[6]
- Nom gaèlic: Mac Aindrais
- Insígnia: en una corona de llibres, un roure correcte dins d'un cinturó i sivella
- Terres: Aberdeenshire, Banff i Moray
- Origen del nom: "Son of Andrew"
- Tartà: vist per primera vegada el 1815 quan va ser recollit per la «Highland Society of London». Té un camp blau i és un dels diversos tartans escocesos teixits amb set colors.[7]

## Septes
- Andrew
- Anderson
- Andrews
- Gillanders
- MacAndrew
- M'Anderson